# Juan Varela Simó

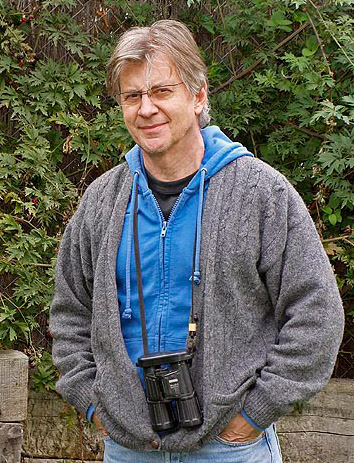
Juan Varela, biólogo y artista

Juan Varela Simó (Madrid, 17 de agosto de 1950) es un biólogo e ilustrador naturalista español. 
Hijo de María Simó y Manuel Varela, nació en Madrid donde cursó estudios de Biología en la Facultad de Ciencias de la Universidad Complutense. Leyó su tesis de licenciatura sobre el comportamiento de la Gaviota de Audouin.
Hasta el año 1980 trabajó en investigación, principalmente en colonias de aves marinas del norte de África, compatibilizando este trabajo con la pintura científica para ilustrar obras de divulgación. Fue uno de los principales ilustradores de Felix Rodríguez de la Fuente hasta el fallecimiento de éste.
En 1986 comenzó a trabajar como director de la Sociedad Española de Ornitología, (actualmente SEO/BirdLife) puesto que ocupó hasta el año 1990. Durante unos años mantuvo su colaboración con la Sociedad en el área de publicaciones, hasta que comenzó a dedicarse de forma plena al arte.
Fue miembro fundador de MEDMARAVIS, una organización dedicada al estudio y la conservación de la biodiversidad en la cuenca mediterránea, participando en la organización de varios congresos internacionales en España, Italia y Túnez.
A partir de 1992 comenzó a colaborar con la Fundación de Artistas para la Naturaleza (ANF), una organización cuyo fin es la ayuda al desarrollo de los pueblos y la conservación del medio natural a través del arte. Con dicha organización ha participado en varios proyectos en Perú, Ecuador, Portugal, España, Israel y Alaska, trabajando en zonas donde existe algún tipo de conflicto entre desarrollo rural y conservación.
Como autor ha publicado 24 libros, entre ellos un par de guías de campo para la identificación de aves y mamíferos y un manual para el aprendizaje de la pintura de naturaleza.
Su obra ha sido expuesta en galerías de distintos países, España, Portugal, EE. UU., Inglaterra, Francia, Holanda e Israel, entre ellos, y ha sido seleccionada para figurar en la muestra anual Birds in Art del Leigh Yawkey Woodson Art Museum, en Wausau, Wisconsin. En 2015 recibió el premio Difusión del Conocimiento y Sensibilización en Conservación de la Biodiversidad concedido por la Fundación BBVA. 
Su obra se basa en la observación directa del animal en su medio natural, tomando apuntes a la acuarela o al óleo. Estos apuntes pueden considerarse obra final en muchas ocasiones o servir como referencias para trabajos de estudio de mayor formato o complejidad.
Varela ha sido considerado como uno de los pioneros del Wildlife Art en España, una corriente artística muy apreciada en países con mayor afición a la observación de la Naturaleza, como Inglaterra, Estados Unidos o Suecia, y su obra ha sido comparada a la de artistas de estos países como Lars Jonsson.

## Publicaciones
- 1980 - Todavía Vivo (Penthalon)
- 1982 - Las Especies de Caza (INCAFO)
- 1996 - El Calendario de la Vida (Espasa Calpe)
- 1996 - Naturaleza Amenazada. 3 Vol. (SEO/BirdLife-Banco Central Hispano)
- 1997 - Dibujar la Naturaleza (Ed. del Serbal)
- 1998 - Les Terres de Baliar (Sa Nostra)
- 1998 - Los Paisajes del Tiempo (Tribuna)
- 1998 - Los Paisajes de la Vida Colección de 12 CD. (Tribuna.)
- 2000 - Guía de las Aves de España (Lynx Ed.)
- 2002 - Guía de los Mamíferos de España (Lynx Ed.)
- 2004 - Arte del Aire (Lynx Ed.)
- 2006 - Hace Millones de Años / Animales SL. (Círculo Digital)
- 2006 - La Era de los Dinosaurios / Animales SL. (Círculo Digital)
- 2006 - Microcosmos / Animales SL. (Círculo Digital)
- 2006 - Enredados / Animales SL. (Círculo Digital)
- 2006 - Extraños en el Mar / Animales SL (Círculo Digital)
- 2007 - Aves Amenazadas de España (Lynx Ed.)
- 2010 - Entre Mar y Tierra / Between sea and land (Lynx Ed.)
- 2011 - Las Aves en el Museo del Prado (SEO/BirdLife)
- 2012 - El Calendario de la Vida (Tundra Ed.)
- 2013 - Viaje a las Rapaces (Tundra Ed.)
- 2015 - Dibujo de Aves (Parramón)
- 2016 - La Forma del Viento / Shaped by the wind (Lynx Ed.)
- 2016 - Dibujar la Naturaleza (2 ed.) (Ed del Serbal)
- 2025 - Aves de España (4 ed.) (Lynx Ed.)

## Enlaces
- Artist for Nature
- SEO/BirdLife
- L. Y. Woodson Art Museum
- Juan Varela
- Biophilia Fundación BBVA
- El País
- Revista Foresta
- Hoy es Arte

- Datos: Q6301113
- Multimedia: Juan Varela Simó / Q6301113